# Giovanni Maria Cornaggia Medici

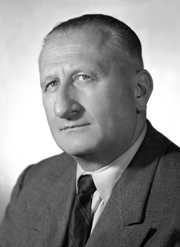
Giovanni Maria Cornaggia Medici (1948)

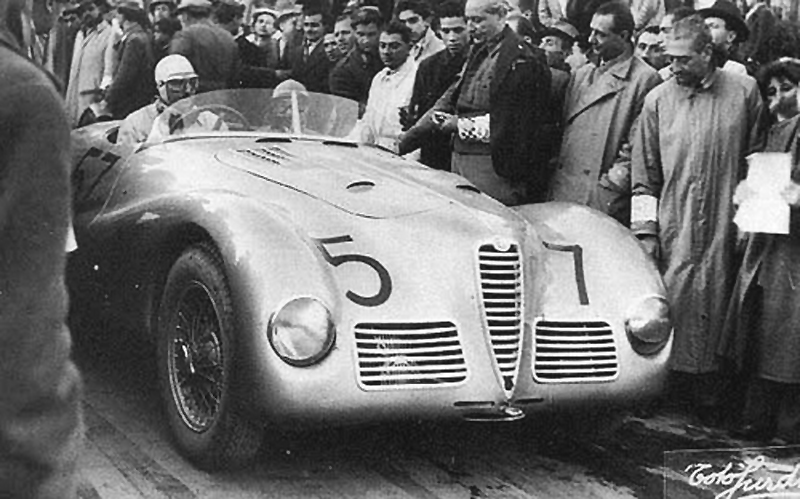
Mille Miglia 1948: der Alfa Romeo 6C 2500 von Giampiero Bianchetti und Giovanni Maria Cornaggia Medici

Giovanni Maria „Gino“ Cornaggia Medici (* 3. Oktober 1899 in Mailand; † 24. Oktober 1979 ebenda) war ein italienischer Adeliger, Jurist, Politiker und Automobilrennfahrer.

## Werdegang
Giovanni Maria Cornaggia Medici wurde 1899 als einziges Kind von Girolamo Cornaggia Medici (1856–1928) und Tullia Maestri Appiani d’Aragona (1867–1913) in Mailand geboren.
Der studierte Rechtsanwalt gehörte nach dem Zweiten Weltkrieg als Abgeordneter der Lombardei von der I. bis zur IV. Legislaturperiode der Republik Italien zwischen 7. März 1952 und 4. Juni 1968 für die Democrazia Cristiana dem Senato della Repubblica an.
Außerdem war er unter anderem Mitglied des Vorstands des Automobilclubs von Mailand, Mitglied des Generalrats der Assicurazioni generali di Trieste sowie Präsident der Mailänder Pibigas S. p. A. und der Freiwilligenorganisation Croce Bianca Milano.
Neben seinen beruflichen Aktivitäten war Cornaggia Medici, der den Titel Marchese führte, über drei Dekaden als Herrenfahrer bei Sportwagenrennen aktiv. Er startete zwischen 1931 und 1957 insgesamt 17-mal bei der Mille Miglia. Bei seinem ersten Start beim 1000-Meilen-Rennen von Brescia nach Rom und zurück errang er zusammen mit E. Premoli auf einem Alfa Romeo 6C 1750 GS Rang zehn. 1947 wiederholte er diese Platzierung zusammen mit Ermanno Gurgo Salice auf einem Alfa Romeo 6C 2500 SS und im folgenden Jahr fuhr er zusammen mit Giampiero Bianchetti auf einem Alfa Romeo 6C 2500 SS Spider mit Rang sechs sein bestes Ergebnis bei der Mille ein. Bei der Mille Miglia 1950 gewann Cornaggia Medici zusammen mit E. Mantegazza auf einem Alfa Romeo 6C 2500 die Klasse Turismo oltre 1100 (Tourenwagen über 1100 cm³ Hubraum) und wurde Gesamt-20.
Besonders in der ersten Hälfte der 1930er-Jahre war Giovanni Maria Cornaggia Medici neben seinen Starts bei der Mille Miglia motorsportlich sehr aktiv. Bei der VI. Coppa Principe di Piemonte 1933 auf dem Circuito di Avellino belegte er auf einem Alfa Romeo 8C 2300 (Fahrgestellnummer 2211103) den vierten Rang. Beim Gran Premio di Milano 1933, bei dem am 10. September die Spitzenfahrer Giuseppe Campari und Baconin Borzacchini tödlich verunglückten, wurde er Achter. Dasselbe Resultat erzielte er bei der Coppa Ciano 1934. Zudem gewann er einige Bergrennen.
Giovanni Maria Cornaggia Medici starb im Oktober 1979 im Alter von 80 Jahren in seiner Heimatstadt Mailand.